# Villarino de Sanabria
Villarino de Sanabria (en senabrés Villarinu) es una localidad española del municipio de Trefacio, en la provincia de Zamora y la comunidad autónoma de Castilla y León
Esta localidad sanabresa es conocida por la calidad de su medio ambiente, con bosques como el denominado "La Ramalleira" y sus aguas cristalinas, en las que los que pescar las apreciadas truchas sanabresas. Donde se conoce el plato denominado trucha a la sanabresa.

## Etimología
Villar y sus variantes (Villares, Villarino o Villarejo) es uno de los topónimos más abundantes en la provincia, tanto de la toponimia mayor (Villar de Fallaves, Villar de Farfón, Villar de los Pisones, Villar del Buey, Villaralbo, Villardeciervos, Villardiegua de la Ribera, Villardondiego, Villarejo de la Sierra, Villarino de Cebal, Villarino de Manzanas, Villarino Tras la Sierra), como de la toponimia menor. Son topónimos que proceden del «villare» latino que a su vez deriva de «villa», palabra que primitivamente significó explotación agraria, luego aldea, más tarde, ya en la última época romana y en los principios de la Alta Edad Media pequeña ciudad con municipio. El derivado «villare» es, al principio, una explotación desgajada del fundo primitivo que más tarde fue fundo y que en ocasiones terminó siendo una aldea, y en otras incluso una villa. Es decir, «villare» y por tanto villar, se refiere a una localidad más pequeña que el núcleo de población designado por villa, por lo que, en general, los «villare» son más pequeñas y de menor categoría histórica y administrativa que los núcleos de población conocidos por un topónimo compuesto cuyo primer elemento es villa o villas. Además los topónimos villa se suelen deber a la repoblación cristiana de los siglos X, XI y XII, pues villa parece haber sido el apelativo con el significado de población, villa, aldea, etc. preferido por los repobladores medievales, mientras que los llamados villar, villares, villarejo o villarino proceden directamente asentamientos de época romana, como atestiguan los abundantes restos romanos que suelen ofrecer, sobre todo cerámica y tégulas.

## Historia
Durante la Edad Media Villarino de Sanabria quedó integrado en el Reino de León, cuyos monarcas habrían acometido la repoblación de la localidad dentro del proceso repoblador llevado a cabo en Sanabria. Tras la independencia de Portugal del reino leonés en 1143 habría sufrido por su situación geográfica los conflictos entre los reinos leonés y portugués por el control de la frontera, quedando estabilizada la situación a inicios del siglo XIII.
Posteriormente, en la Edad Moderna, Villarino de Sanabria fue una de las localidades que se integraron en la provincia de las Tierras del Conde de Benavente y dentro de esta en la receptoría de Sanabria. No obstante, al reestructurarse las provincias y crearse las actuales en 1833, la localidad pasó a formar parte de la provincia de Zamora, dentro de la Región Leonesa, quedando integrado en 1834 en el partido judicial de Puebla de Sanabria.
Finalmente, en torno a 1850, el antiguo municipio de Villarino de Sanabria se integró en el de Trefacio.

## Patrimonio
Destaca la construcción tradicional de sus viviendas, siendo sus edificios más significativos la ermita del Cristo de la Salud y su iglesia parroquial.

## Población
Cuenta con apenas una treintena de residentes durante todo el año, aunque el retorno de los emigrantes en verano, multiplica por diez su población.
Al igual que los demás pueblos sanabreses, padeció una fuerte emigración durante los años 50 y 60 del siglo XX, siendo Madrid, Barcelona y Bilbao los principales destinos de acogida. La historia de la emigración de Villarino se remonta también a generaciones anteriores, que en menor medida hizo que parte de la juventud se trasladara a destinos transatlánticos como Argentina y Cuba, entre otros.